# Рюриково (посёлок станции)
Рюриково или сельский посёлок станция Рюриково — населённый пункт (посёлок станции) в Тульской области России. В рамках административно-территориального устройства входит в Спас-Конинский сельский округ Алексинского района. В рамках организации местного самоуправления входит в состав муниципального образования город Алексин.

## География
Посёлок находится в северо-западной части Тульской области, в пределах северо-восточного склона Среднерусской возвышенности, в подзоне широколиственных лесов, на расстоянии примерно 18 километров (по прямой) к юго-востоку от города Алексина, административного центра округа. 
Климат
Климат характеризуется как умеренно континентальный, с ярко выраженными сезонами года. Средняя температура воздуха летнего периода — 16 — 20 °C (абсолютный максимум — 38 °С); зимнего периода — −5 — −12 °C (абсолютный минимум — −46 °С). Снежный покров держится в среднем 130—145 дней в году. Среднегодовое количество осадков — 650—730 мм.
Часовой пояс
Рюриково, как и вся Тульская область, находится в часовой зоне МСК (московское время). Смещение применяемого времени относительно UTC составляет +3:00.

## Население
| 2010 |
| ---- |
| 9    |

Национальный состав
Согласно результатам переписи 2002 года, в национальной структуре населения русские составляли 100 % из 12 чел.

## Роль в развитии псовой охоты
В 1887 году Великий Князь Николай Николаевич купил пришедшее в упадок имение в селе Першино Алексинского уезда Тульской губернии и основал там Першинскую великокняжескую охоту. Для прибытия высокопоставленных гостей рядом была сооружена железнодорожная станция Рюриково (ныне заброшенная).
В Першине хорошо была поставлена селекционная работа. Першинские русские псовые борзые считались образцовыми. Щенков широко раскупали иностранцы.
Считается, что именно Першинская охота способствовала популяризации этой породы в мире, и её сохранению после революции. Также именно в Першине была выведена управляющим делами великого князя Д. П. Вальцевым порода «русская пегая гончая». Просуществовала Першинская охота до 1914 года.